# جورج توماس أرمسترونغ
جورج توماس أرمسترونغ هو قاضي وسياسي كندي، ولد في 19 فبراير 1881، وتوفي في 9 سبتمبر 1941.